# Peridontopyge colombi
Peridontopyge colombi är en mångfotingart som beskrevs av Henri W. Brölemann 1919. Peridontopyge colombi ingår i släktet Peridontopyge och familjen Odontopygidae. Utöver nominatformen finns också underarten P. c. abidjanensis.